# S/2005 (29314) 1
S/2005 (29314) 1 ist ein Mond des L5–Jupiter-Trojaners (29314) Eurydamas. Sein mittlerer Durchmesser beträgt 16 Kilometer.

## Entdeckung und Benennung
S/2005 (29314) 1 wurde am 14. August 2003 von Rita K. Mann, David C. Jewitt und Pedro Lacerda durch Lichtkurvenbeobachtungen entdeckt. Die Entdeckung wurde am 1. Juni 2007 bekanntgegeben; der Mond erhielt die vorläufige Bezeichnung S/2005 (29314) 1. Eine offizielle Namensvergabe von der IAU steht noch aus.

## Bahneigenschaften

### Umlaufbahn
S/2005 (29314) 1 umkreist Eurydamas auf einer Umlaufbahn in einem mittleren Abstand von 41 Kilometern zu dessen Zentrum (etwa 3,8 Eurydamas-Radien). Die Bahnexzentrizität und Bahnneigung sind gegenwärtig noch nicht bestimmt.
Die Umlaufzeit von S/2005 (29314) 1 beträgt 15 Stunden und 2,1 Minuten. Der Orbit von S/2001 (47171) 1 liegt weit innerhalb von Eurydamas’ Hill-Radius von 9.800 km.

### Rotation
Da die Umlaufzeit gleich der Rotationszeit des Hauptkörper Eurydamas ist, handelt es sich höchstwahrscheinlich um eine doppelt gebundene Rotation. Das bedeutet, dass sich beide Körper stets dieselbe Seite zuwenden. Voraussetzung dafür ist ein ähnliches Masseverhältnis sowie eine enge Umlaufbahn der beiden Körper.

## Physikalische Eigenschaften

### Größe
Nach aktuellen Daten hat S/2005 (29314) 1 einen Durchmesser von 16 km (etwa 3/4 des Zentralkörpers), beruhend auf Eurydamas’ geschätzter Dichte von 0,59 g/cm3 sowie dem entsprechenden angenommenen gleichen Rückstrahlvermögen von 14 %.
Ausgehend von einem mittleren Durchmesser von 16 km ergibt sich eine Oberfläche von etwa 804 km2, was der Fläche des Schweizer Kantons Neuenburg entspricht.
Bestimmungen des Durchmessers für S/2005 (29314) 1
| Jahr | Abmessungen km | Quelle     |
| ---- | -------------- | ---------- |
| 2007 | 24             | Mann u. a. |
| 2012 | 16             | Grav u. a. |

Die präziseste Bestimmung ist fett markiert.

### Innerer Aufbau
Die ungewöhnlich geringe mittlere Dichte von 0,59 g/cm3 ist ein Hinweis darauf, dass es sich nicht um einen kompakten Körper handelt, sondern dass das Objekt ein Rubble Pile sein dürfte, eine Ansammlung von Staub und Gesteinen, die von Hohlräumen durchsetzt ist.